# Соколов, Николай Александрович (генерал)
Никола́й Алекса́ндрович Соколо́в (12 января 1896, Калуга — 4 октября 1942, Калинин) — советский военачальник, генерал-майор (1940).
В Великую Отечественную войну, до сентября 1941, командовал 11-й Ленинградской (Петроградской) стрелковой дивизией 8-й армии; с октября по ноябрь 1941 — 268-й стрелковой дивизией 55-й армии; и с января по сентябрь 1942 — 375-й Уральской стрелковой дивизией.

## Биография
Родился в городе Калуге в 1896 году, где и провёл детство.
В 1912 окончил высшее начальное училище в Калуге, а в 1914 — 1-й курс учительского института, после чего прекратил учёбу и поступил работать в Управление Сызрано-Вяземской железной дороги конторщиком материальной службы.
В Первую мировую войну 8 января 1915 поступил на службу на правах вольноопределяющегося и зачислен в 74-й запасной батальон, дислоцировавшийся в Калуге. С октября 1915 по март 1916 проходил обучение в учебной команде этого батальона, затем был направлен юнкером в Виленское военное училище. В июне 1916, окончив краткосрочный курс училища, был произведён в прапорщики и назначен в 128-й запасной стрелковый полк в Златоусте. В его составе проходил службу в должностях младшего офицера роты, младшего офицера учебной команды. Позже в этом полку был произведен в подпоручики и назначен начальником учебной команды. В августе 1917 направлен с учебной командой на Северный фронт, где вступил в 646-й Опатовский полк. В декабре 1917 г. по болезни был эвакуирован в госпиталь в Калугу. После излечения 3 февраля 1918 уволен из армии по состоянию здоровья. Работал в Управлении Сызрано-Вяземской железной дороги конторщиком материальной службы.
В Гражданскую войну 28 августа 1918 добровольно вступил в РККА в формирующийся в Калуге 21-й стрелковый полк 3-й стрелковой дивизии и был назначен помощником начальника полковой школы, одновременно являлся председателем полкового суда. В конце февраля — апреле 1919 полк в составе 7-й бригады 3-й стрелковой дивизии принимал участие в ликвидации банды Ангела. В июле полк вошёл в подчинение 13-й армии и участвовал в боях на Южном фронте против войск генерала А. И. Деникина, в отступлении с Украины до Тульской губ., затем в контрнаступлении Южного фронта и преследовании деникинских войск вплоть до Азовского побережья. В этом полку Н. А. Соколов исполнял должность командира роты и батальона, в январе 1920 был комендантом г. Ногайск Таврической губернии. В июле в связи с переформированием частей 13-й армии комсостав 21-го стрелкового полка был переведен в 24-й стрелковый полк, а Н. А. Соколов назначен в нём командиром 1-го батальона.
25 августа 1920 г. в бою под селом Васильевка был ранен и эвакуирован в госпиталь в Пензу. После излечения переведён в войска ВНУС: с сентября 1920 командовал ротой 473-го стрелкового батальона ВНУС, с ноября был командиром батальона и помощником командира 296-го стрелкового полка ВНУС в городах Пенза и Моршанск. В составе этих частей нёс службу по охране железнодорожного участка Ряжск-Пенза. В октябре 1920 участок был объявлен боевым c центром в Моршанске, а Н. А. Соколов был назначен начальником этого боевого участка. С июня 1921 командовал батальоном 567-го стрелкового полка 189-й бригады ВНУС, позже 58-м отдельным стрелковым полком. Этот полк влился в 10-ю стрелковую дивизию, а он назначен в ней командиром 87-го стрелкового полка 29-й стрелковой бригады. В его составе принимал участие в подавлении восстания А. С. Антонова в Тамбовской губернии. В ноябре 1921 полк был переброшен в район Петрозаводска и участвовал в отражении вторжения белофинских вооруженных формирований в Карелию. С апреля 1922 в составе полка оборонял государственную границу отЛадожского озера до Северки-озеро. В ходе реорганизации Красной армии в июле полк был переименован в 29-й стрелковый полк в составе Петроградского военного округа.
В августе был направлен на учёбу в Высшую тактико-стрелковую школу комсостава РККА им. III Коминтерна. После завершения обучения в марте 1923 вернулся в 10-ю стрелковую дивизию и был назначен командиром 28-го стрелкового полка. В марте 1926 переведён помощником начальника строевого отдела штаба ЛВО. С декабря 1926 военрук Военной школы лекарских помощников при Военно-медицинской академии РККА в Ленинграде, с октября 1928 — преподаватель военных дисциплин, затем командир батальона этой школы.
С 11 октября 1937 по 25 апреля 1938 участвовал в гражданской войне в Испании, был советником 22-го корпуса, затем 18-го армейского корпуса. С последним участвовал в Теруэльской операции. В боях под Алканьисом проявил личную храбрость, остановил беспорядочно отступающих бойцов корпуса и организовал оборону. После возвращения в СССР в ноябре 1938 полковник Н. А. Соколов был назначен помощником командира 68-й Туркестанской горнострелковой дивизии в Термезе, с апреля 1939 был помощником командира дивизии и начальником курсов младших лейтенантов.
С августа 1939 командовал 126-й стрелковой дивизией в МВО, затем ЗапОВО. В начале февраля 1940 с группой командиров ЗапОВО был командирован на Северо-Западный фронт в 15-ю армию. 4 февраля допущен к командованию 11-й стрелковой дивизией. После окончания боевых действий продолжал командовать дивизией. 4 июня 1940 года постановлением СНК СССР № 945 ему было присвоено воинское звание генерал-майора. В июне 1940 с дивизией совершил поход в Эстонию, где она вошла в состав ПрибОВО. 19 июня 1941 г. её части из г. Нарва выступили к германской границе в состав 8-й армии.

### Начало Великой Отечественной войны
Начало войны застало 11-ю стрелковую дивизию в дороге. По прибытии она вошла в состав 11-го стрелкового корпуса 8-й армии Северо-Западного фронта и получила задачу не допустить противника к г. Шяуляй. 23 июня её части с ходу вступили в бой и отбросили противника на 7-10 км, в первых боях было уничтожено 48 вражеских танков. В течение 7 дней они держали оборону на занимаемом рубеже и отошли лишь по приказу. После переправы через Западную Двину дивизия сосредоточилась в районе Мадлиены (юго-восточнее Риги), затем отходила в направлении на Тарту. 22 июля противник перешёл в наступление на Пыльтсама, прорвал оборону на правом фланге 11-го стрелкового корпуса и к 25 июля вышел к Чудскому озеру. Дивизия в составе корпуса оказалась в окружении. Лишь 30 июля её части смогли пробиться к своим войскам. В дальнейшем она отходила до Ораниенбаума, где получила задачу не дать противнику выйти на побережье Финского залива. Окончательно противник был остановлен у Петергофа, где в сентябре дивизия перешла к активной обороне.
24 сентября 1941 генерал-майор Н. А. Соколов был отстранён от должности и назначен командиром 286-го стрелкового полка 90-й стрелковой дивизии, которая вела боевые действия севернее города Пушкин. В октябре был допущен к командованию 268-й стрелковой дивизией, которая в составе 55-й армии Ленинградского фронта. В декабре дивизия была выведена в резерв армии, а Н. А. Соколов зачислен в распоряжение Главного управления кадров РККА.

### Битва за Ржев
Осенью1941 года на Урале была сформирована 375-я стрелковая дивизия, уже 15 декабря введённая в состав 29-й армии Калининского фронта. Командовать дивизией 28 января 1942 года был назначен Н. А. Соколов.
В феврале-апреле 1942 года положение на Калининском и Западном фронтах было тяжёлым. Красная армия, пытаясь выполнить директивы Ставки Верховного Главнокомандования, продолжала наступательные бои. Советские войска должны были разгромить ржевскую группировку вермахта и по плану не позднее 5 апреля освободить город Ржев. Но вместо наступления часто приходилось отбивать ожесточенные контратаки сильного врага, имевшего большое преимущество в танках и авиации.
375-я стрелковая дивизия пробивалась в направлении реки Волги, 15-20 км северо-западнее Ржева, сдерживая контратаки врага, наступавшего вдоль шоссе Ржев-Селижарово. Комдив Соколов делал всё возможное и невозможное, чтобы прорваться к окруженной за Волгой 29-й армии, но враг оказался сильнее.
Понеся огромные потери и получив приказ Ставки Верховного Главнокомандования, 16 апреля 1942 года дивизия была выведена из состава фронта и отведена в Торжок, в резерв ВГК для доукомплектования и довооружения частей.
Лишь в первых числах августа, с началом Ржевско-Сычевской наступательной операции, 375-я стрелковая дивизия вновь вернулась под Ржев, теперь уже в составе 58-й, а затем и 30-й армии Калининского фронта. Выполняя роль основной ударной силы операции, дивизия стала прорывать оборону 255-й пехотной дивизии немцев. Это и без того мощное соединение поддерживали 18-й и 481-й пехотные полки вермахта.
Прорвав три сильно укрепленных линии вражеской обороны севернее Ржева, освободив десятки населенных пунктов, 3 августа дивизия отрезала железнодорожную линию и вклинилась в оборону противника, создав ему реальную угрозу окружения. Через три дня, заняв Ржевский лес, части дивизии стали вести бои на северной окраине города, отбив у врага четыре городских квартала и Военный городок.
Дивизия только за неделю с 10 по 17 августа потеряла убитыми и ранеными свыше шести тысяч солдат и офицеров. Командиры всех полков дивизии были ранены или убиты. 12 сентября смертельное ранение получил и сам командир дивизии генерал-майор Н. А. Соколов. Раненого комдива успели вывезти в эвакогоспиталь № 1812 в Калинине, где 4 октября, не перенеся серии операций, он умер от заражения крови и был похоронен в центре города Калинина.
В одном из приказов командарм отметил: «375-я стрелковая дивизия, действуя в составе 30-й армии, в борьбе с немецкими оккупантами показала исключительное мужество и героизм. Военный совет 30-й армии особо отмечает исключительные заслуги командира и всего личного состава дивизии в период особенно напряженных боев Армии, где 375-я стрелковая дивизия играла ведущую роль и не раз обращала в паническое бегство фашистские орды».

## Награды
- два ордена Красного Знамени (первый — за штурм Перекопа, второй — за бои под Ржевом)[3];
- Орден Красной Звезды;
- Медаль «XX лет Рабоче-Крестьянской Красной Армии».

## Память

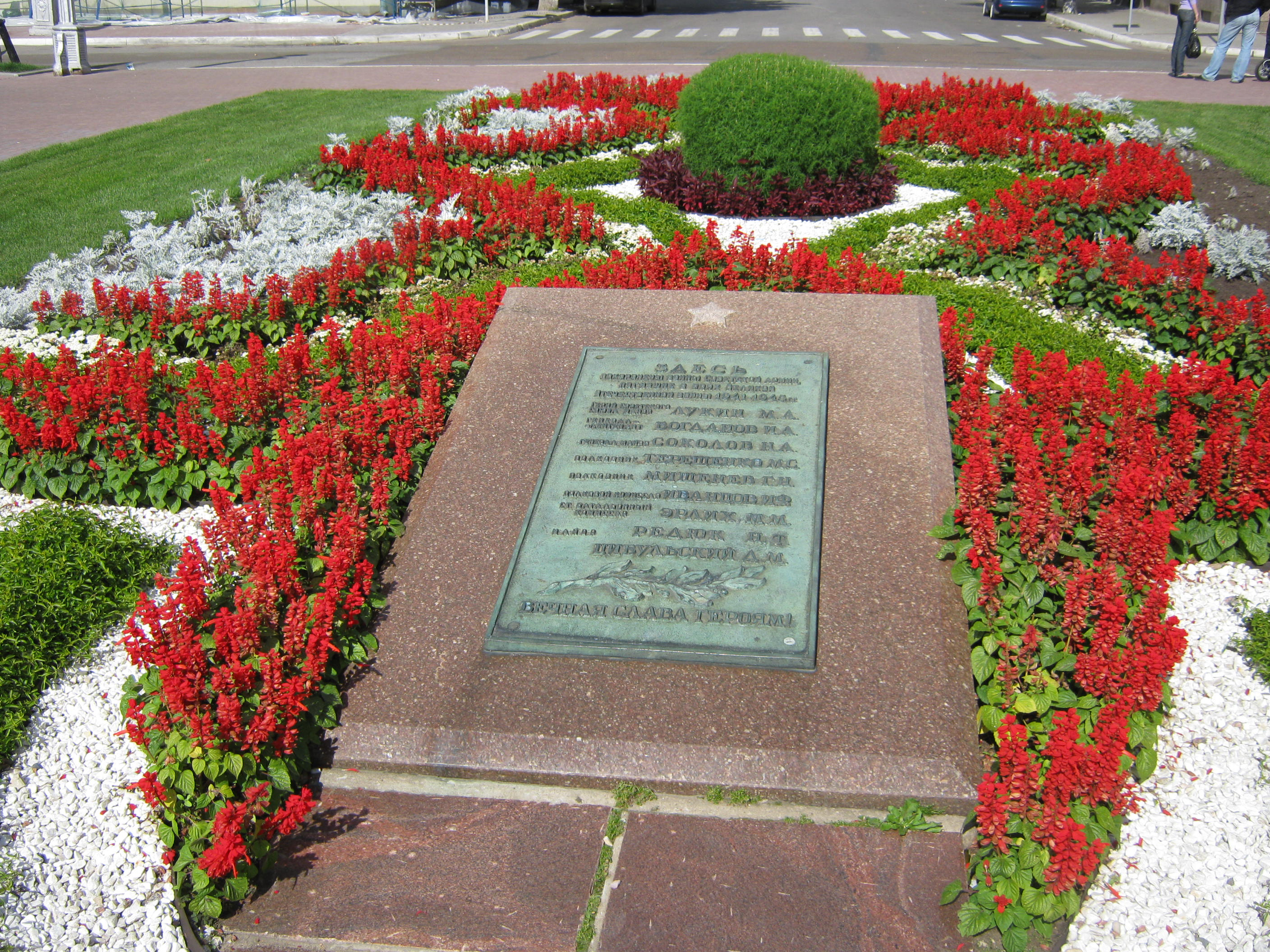
Братская могила на площади Ленина в Твери

Похоронен в центре Калинина (Твери), в братской могиле на площади Ленина, вместе с генералом И. А. Богдановым и другими военачальниками участниками Ржевской битвы.
- Из десятков генералов и маршалов — участников Ржевской битвы лишь двое удостоились чести быть увековеченными в названиях ржевских улиц. Оба — командиры стрелковых дивизий 30-й армии: командир 215-й, генерал-майор А. Ф. Куприянов и командир 375-й, генерал-майор Н. А. Соколов. Улица имени Соколова берёт начало на высоком берегу Волги, рядом с живописной Оковецкой церковью, и уходит на юг, пересекая Зубцовское шоссе, направленное на Москву.